# 真城千都世
真城 千都世（まき ちとせ、1937年7月12日 - ）は、日本の女優。松竹歌劇団（SKD）出身。劇団内のユニット「スリーキャナリーズ」の元メンバー。一般社団法人映像コンテンツ権利処理機構においては不明権利者とされている。

## 出演映画
| 公開日         | 作品名                         | 監督     | 役名              |
| -------------- | ------------------------------ | -------- | ----------------- |
| 1959年11月22日 | 『薄桜記』                     | 森一生   | 千春              |
| 1959年12月27日 | 『初春狸御殿』                 | 木村惠吾 | 腰元かえで        |
| 1960年2月17日  | 『濡れ髪喧嘩旅』               | 森一生   | 流れのお艶        |
| 1960年12月21日 | 『妖花伝』                     | 加戸敏   | 秋絵              |
| 1960年3月1日   | 『透明天狗』                   | 弘津三男 | 八重              |
| 1960年6月15日  | 『源太郎船』                   | 渡辺邦男 | お竹              |
| 1960年5月11日  | 『お嬢さん三度笠』             | 安田公義 | 八重姫            |
| 1960年8月24日  | 『競艶八剣伝』                 | 西山正輝 | 津矢              |
| 1960年9月9日   | 『元禄女大名』                 | 安田公義 | 腰元さつき        |
| 1960年12月21日 | 『鏡山競艶録』                 | 西山正輝 | 腰元あやめ        |
| 1961年1月3日   | 『花くらべ狸道中』             | 田中徳三 | 芸妓白雪          |
| 1961年2月22日  | 『刺客屋敷』                   | 天野信   | お銀              |
| 1961年3月21日  | 『好色一代男』                 | 増村保造 | 山の女            |
| 1961年4月26日  | 『旅はお色気』                 | 黒田義之 | おまん            |
| 1961年7月12日  | 『舞妓の休日』                 | 西山正輝 | 邦江              |
| 1961年9月15日  | 『すっとび仁義』               | 安田公義 | お竜              |
| 1961年11月29日 | 『蝙蝠屋敷』                   | 弘津三男 | おもん            |
| 1962年3月4日   | 『三代の盃』                   | 森一生   | お力              |
| 1962年4月18日  | 『座頭市物語』                 | 瑞穂春海 | 半次女房お芳      |
| 1962年5月27日  | 『のこされた子とのこした母と』 | 西山正輝 | 岩手幸子          |
| 1962年7月29日  | 『江戸へ百七十里』             | 森一生   | 楓                |
| 1962年9月30日  | 『殺陣師段平』                 | 瑞穂春海 | 梳髪の女          |
| 1962年12月1日  | 『忍びの者』                   | 森一生   | タモ              |
| 1962年12月15日 | 『陽気な殿様』                 | 森一生   | お光              |
| 1962年12月26日 | 『抜打ち鴉』                   | 加戸敏   | お竜              |
| 1963年1月13日  | 『雪之丞変化』                 | 市川崑   | 町人風の女        |
| 1963年3月1日   | 『影を斬る』                   | 池広一夫 | お広              |
| 1963年3月15日  | 『新・座頭市物語』             | 田中徳三 | おきぬ            |
| 1963年4月28日  | 『悪名市場』                   | 森一生   | そばや            |
| 1963年5月29日  | 『手討』                       | 田中徳三 | お仙              |
| 1963年6月30日  | 『てんやわんや次郎長道中』     | 森一     | お艶              |
| 1963年8月28日  | 『舞妓と暗殺者』               | 三隅研次 | ひで奴            |
| 1963年9月7日   | 『悪名波止場』                 | 森一生   | お末              |
| 1963年11月2日  | 『眠狂四郎殺法帖』             | 田中徳三 | 常盤津文字若      |
| 1964年2月1日   | 『日本名勝負物語 講道館の鷲』  | 瑞穂春海 | 芸者菊竜          |
| 1964年2月29日  | 『現代インチキ物語 ど狸』      | 田中重雄 | 芸妓玉太郎        |
| 1964年6月20日  | 『黒の凶器』                   | 井上昭   | バーのマダム      |
| 1964年10月3日  | 『悶え』                       | 井上梅次 | 宝井夫人          |
| 1965年6月25日  | 『復讐の牙』                   | 井上梅次 | ムーンライトの女A |
| 1965年10月16日 | 『掏摸（すり）』               | 弓削太郎 | おいらん小市      |
| 1966年1月3日   | 『新・兵隊やくざ』             | 田中徳三 | 朱実              |